# Tenosinovitis d'estiloides radial

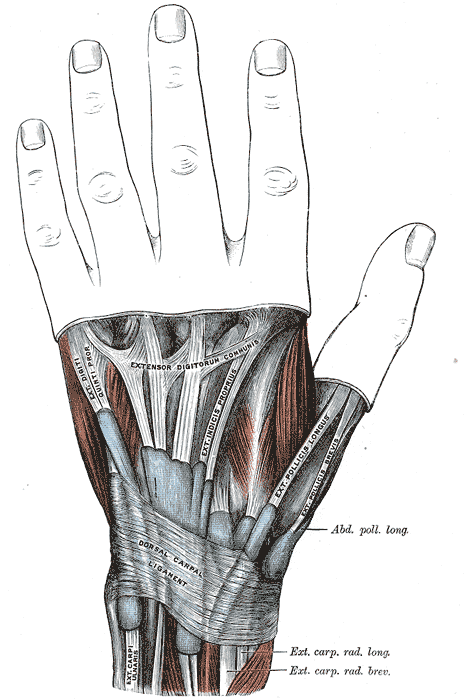
Dibuix on es veu tant el tendó abductor llarg, l'extensor curt del polze com la beina que els cobreix.

La tenosinovitis d'estiloides radial també coneguda com a malaltia de Quervain o tenosinovitis de Quervain, correspon a una entitat inflamatòria de l'embolcall de la beina del tendó abductor llarg i extensor curt del polze, en passar pel túnel a nivell de l'estiloide radial. Afecta amb major freqüència les dones, i hi ha l'antecedent d'activitat repetitiva sobre la mà o traumatisme sobre la regió.

## Clínica
El símptoma principal és el dolor, referit a nivell de l'estiloides radial (costat del polze del canell) i també pot irradiar cap a l'avantbraç. A més relata impotència funcional, i dolor que augmenta amb l'ús de la mà especialment moviments de canell i polze, especialment al prendre objectes amb força o en girar el canell.

## Tractament

### Conservador
- Explicar al pacient els moviments que provoquen el quadre dolorós.
- Fred local
- Immobilitzar el polze amb embenat o fèrula
- Antiinflamatoris
- Infiltrat amb corticoides

### Quirúrgic
- Quan no hi ha millora amb en tractament conservador.
- Consisteix en l'alliberament del compartiment per generar més espai als tendons irritats.